# Castorimorpha
Castorimorpha är en underordning i ordningen gnagare med omkring 100 arter. Med undantag av arten europeisk bäver lever alla medlemmar i Nord- och Centralamerika.
Arterna är fördelade på följande familjer:
- Bävrar (Castoridae)
- Kindpåsråttor (Geomyidae)
- Påsmöss (Heteromyidae)

Underordningen definierades så sent som 2005 av Carleton und Musser. Dessa forskare ordnade djurgruppen gnagare enligt morfologiska och molekylärgenetiska kännetecken.
Släktskapet mellan kindpåsråttor och påsmöss var sedan tidigare känt och de sammanfattades därför i överfamiljen Geomyoidea. Att de även står i närmare relation till bävrar är ett av de nya forskningsresultaten. Överfamiljen Geomyoidea räknades tidigare till underordningen musliknande gnagare (Myomoprha) och bävrar till ekorrartade gnagare (Sciuromorpha). Det antogs sedan länge att Sciuromorpha är parafyletisk (alltså att inte alla medlemmar i gruppen har utvecklats ur samma förfäder). Den nya underordningen är ett försök att beskriva släktskapsförhållandet bättre.
Till underordningen räknas även den utdöda familjen Eomyidae. En känd art i familjen, Eomys quercyi, hade förmåga att glida genom luften.